# The Melancholy of Haruhi Suzumiya
Suzumiya Haruhi no Yūutsu (Japans: 涼宮ハルヒの憂鬱, letterlijk: De Melancholie van Haruhi Suzumiya) is de titel van het eerste volume in de light novel (geïllustreerde roman)-reeks Haruhi Suzumiya, geschreven door Nagaru Tanigawa en geïllustreerd door Noizi Ito. Het gaat over het schoolmeisje Haruhi Suzumiya en haar vrienden in de door haarzelf opgezette SOS Brigade.
De gelijknamige animeserie volgt hoofdzakelijk dit eerste deel, maar bevat ook materiaal uit andere delen. Opvallend is dat de 14 afleveringen in eerste instantie anachronistisch werden uitgezonden, maar in chronologische volgorde op dvd zijn uitgebracht, met uitzondering van de eerste aflevering. Een tweede seizoen werd uitgezonden in 2009 samen met de aflevering van het eerste seizoen in chronologische volgorde.
Er zijn ook twee manga-adapaties van de light novel verschenen. De eerste daarvan werd na het eerste volume stopgezet omdat het te significant verschilde van de novelversie. De tweede adaptatie liep van 2005 tot 2013 en was gericht op een jonger publiek om het aantal fans te vergroten.

## Inhoud
Suzumiya Haruhi no Yuutsu volgt het leven van Haruhi Suzumiya en haar avonturen. Hoewel zij het hoofdpersonage is, ziet de kijker het verhaal door de ogen van de stoïcijnse protagonist Kyon, een klasgenoot van Haruhi.
Kyon heeft bij aanvang van het nieuwe schooljaar net zijn fantasieën over het bestaan van buitenaardse wezens, tijdreizigers en paragnosten opgegeven, maar raakt na het aanspreken van Haruhi in een kettingreactie van surrealistische ontwikkelingen verstrikt. Haruhi, ontevreden over de excentriciteit van bestaande schoolclubs, richt eigenhandig de SOS Brigade (Sekai wo Ooni moriagerutame no Suzumiya haruhi no dan, vrij vertaald om het acroniem te behouden: Stuur Opgetogenheid de wereld rond met haruhi Suzumiya's Brigade) op met als doel eigenaardigheden juist op te sporen. Nota bene is het Kyon die Haruhi hiertoe onbedoeld op het idee brengt.
Haruhi dwingt Kyon tot lidmaatschap en begint vrijwel direct met het rekruteren van andere leden. Het eerste nieuwe lid is de stille boekenworm Yuki Nagato. Ze is een mensachtige interface en zou in gebruikelijkere terminologie een buitenaards wezen genoemd worden. Het tweede nieuwe lid is Mikuru Asahina, een verlegen meisje dat in het geheim een tijdreizigster is. Het laatste nieuwe lid is Itsuki Koizumi, een immer glimlachende overgeplaatste jongen met paranormale krachten.
Kyon blijkt uiteindelijk het enige normale lid van de groep, want ook Haruhi heeft zo haar eigenaardigheden. De leden van de SOS Brigade leggen Kyon gaandeweg uit dat Haruhi in feite een Moedergodin is die het heelal af kan breken bij de geringste ontevredenheid; de drie nieuwe leden zijn dan ook uitgezonden door verschillende belangenorganisaties om te voorkomen dat dit gebeurt. Haruhi is zich echter, ironisch genoeg, onbewust van de speciale gaven van haarzelf en de overige leden.

## Personages
Kyon
De vertellende ik van het verhaal. Met zijn sarcastische vertelstijl houdt hij vaak interne monologen over de absurditeit van de situaties waar hij zich telkens weer in bevindt. Hoewel Kyon niet zijn echte naam is en hij het zelfs vervelend vindt dat iedereen hem bij zijn bijnaam noemt, krijgt de kijker zijn werkelijke naam nooit te horen. Hij valt als het enige normale lid van de club te rekenen.
Haruhi Suzumiya
Een egocentrisch en onvoorspelbaar meisje, altijd op zoek naar mysteries en eigenaardigheden. In eerste instantie ziet ze er onverschillig uit, maar ze blijkt al snel een enorm spontaan en overactief karakter te hebben. Ze is van mening dat mensen saai en oninteressant zijn, dus verkondigt ze bij haar introductiepraatje voor het nieuwe schooljaar al dat ze enkel interesse heeft in buitenaardse wezens, mensen uit andere dimensies, tijdreizigers en paragnosten. Door het oprichten van de SOS Brigade hoopt ze de kans op een aanvaring met hen te vergroten.
Yuki Nagato
Een stil meisje dat eigenlijk het enige literatuurclublid is, maar al snel door Haruhi als lid van de SOS Brigade wordt gezien. Ze heeft een passie voor het lezen van boeken maar toont ook interesse voor computers. Ze is eigenlijk een door de geïntegreerde data-entiteit gecreëerd buitenaards wezen, uitgezonden om een data-explosie rond Haruhi te observeren.
Mikuru Asahina
Een lief en verlegen meisje dat door Haruhi de SOS Brigade in wordt gedwongen. Haar rol binnen de groep is het zijn van een schattige moé-mascotte, omdat Haruhi opmerkt dat er in elk mysterieus verhaal wel een dergelijk personage voorkomt. Vanwege haar onbeholpenheid wordt ze vaak misbruikt door Haruhi. Ze is eigenlijk een tijdreizigster, uitgezonden om een tijdsbeving van drie jaar eerder te onderzoeken.
Itsuki Koizumi
Een beleefde jongen, lid van de SOS Brigade omdat Haruhi een mysterieuze overgeplaatste leerling zocht. Met een haast overdreven glimlach op zijn gezicht is hij vriendelijk voor iedereen en is hij bereid mee te doen met Haruhi's plannen, tot ergernis van Kyon. Hij is eigenlijk een door het Agentschap uitgezonden esper, met als missie het observeren van Haruhi.

## Light novels
| Nummer | Japanse titel         | Nederlandse titel                               | Uitgavedatum      |
| ------ | --------------------- | ----------------------------------------------- | ----------------- |
| 01     | 涼宮ハルヒの憂鬱      | De Melancholie van Haruhi Suzumiya              | 6 juni 2003       |
| 02     | 涼宮ハルヒの溜息      | De Zucht van Haruhi Suzumiya                    | 30 september 2003 |
| 03     | 涼宮ハルヒの退屈      | De Verveling van Haruhi Suzumiya                | 27 december 2003  |
| 04     | 涼宮ハルヒの消失      | De Verdwijning van Haruhi Suzumiya              | 31 juli 2004      |
| 05     | 涼宮ハルヒの暴走      | De Roekeloosheid van Haruhi Suzumiya            | 30 september 2004 |
| 06     | 涼宮ハルヒの動揺      | De Verstoring van Haruhi Suzumiya               | 31 maart 2005     |
| 07     | 涼宮ハルヒの陰謀      | Het Complot van Haruhi Suzumiya                 | 31 augustus 2005  |
| 08     | 涼宮ハルヒの憤慨      | De Woede van Haruhi Suzumiya                    | 1 mei 2006        |
| 09     | 涼宮ハルヒの分裂      | De Afscheiding van Haruhi Suzumiya              | 1 april 2007      |
| 10     | 涼宮ハルヒの驚愕 (前) | De Verrassing van Haruhi Suzumiya (Eerste deel) | 25 mei 2011       |
| 11     | 涼宮ハルヒの驚愕 (後) | De Verrassing van Haruhi Suzumiya (Tweede deel) | 25 mei 2011       |
| 12     | 涼宮ハルヒの直観      | De Spontaneïteit van Haruhi Suzumiya            | 25 november 2020  |
| 13     | 涼宮ハルヒの劇場      | Het Theater van Haruhi Suzumiya                 | 29 november 2024  |

## Anime

### Opzet
De animeadaptatie van Suzumiya Haruhi no Yūutsu is geproduceerd door Kyoto Animation en verwerkt het eerste novelvolume in zes afleveringen. Tussen deze afleveringen door zijn zeven afleveringen gebaseerd op de derde, vijfde en zesde volumes verweven. De negende aflevering werd exclusief voor de anime geschreven door Nagaru Tanigawa. De in totaal 14 afleveringen werden van 2 april tot 2 juli 2006 uitgezonden in Japan.
Promotievideo's voor het aankomende tweede seizoen laten live-action materiaal uit het derde novelvolume zien.

### Afleveringen
Seizoen 1
| A  | C  | D  | Japanse titel                | Nederlandse titel                               | Uitzenddatum  |
| -- | -- | -- | ---------------------------- | ----------------------------------------------- | ------------- |
| 01 | 11 | 01 | 朝比奈ミクルの冒険 Episode00 | De Avonturen van Mikuru Asahina - aflevering 00 | 2 april 2006  |
| 02 | 01 | 02 | 涼宮ハルヒの憂鬱I            | De Melancholie van Haruhi Suzumiya I            | 9 april 2006  |
| 03 | 02 | 03 | 涼宮ハルヒの憂鬱II           | De Melancholie van Haruhi Suzumiya II           | 16 april 2006 |
| 04 | 07 | 08 | 涼宮ハルヒの退屈             | De Verveling van Haruhi Suzumiya                | 23 april 2006 |
| 05 | 03 | 04 | 涼宮ハルヒの憂鬱III          | De Melancholie van Haruhi Suzumiya III          | 30 april 2006 |
| 06 | 09 | 10 | 孤島症候群（前編）           | Afgelegen-eilandsyndroom (eerste deel)          | 7 mei 2006    |
| 07 | 08 | 09 | ミステリックサイン           | Mysterique Sign (mysterieus teken)              | 14 mei 2006   |
| 08 | 10 | 11 | 孤島症候群（後編）           | Afgelegen-eilandsyndroom (tweede deel)          | 21 mei 2006   |
| 09 | 14 | 14 | サムデイ イン ザ レイン      | Someday in the Rain (op een dag in de regen)    | 28 mei 2006   |
| 10 | 04 | 05 | 涼宮ハルヒの憂鬱IV           | De Melancholie van Haruhi Suzumiya IV           | 4 juni 2006   |
| 11 | 13 | 13 | 射手座の日                   | De Dag van de Boogschutter                      | 11 juni 2006  |
| 12 | 12 | 12 | ライブアライブ               | Live Alive (leef levend)                        | 18 juni 2006  |
| 13 | 05 | 06 | 涼宮ハルヒの憂鬱V            | De Melancholie van Haruhi Suzumiya V            | 25 juni 2006  |
| 14 | 06 | 07 | 涼宮ハルヒの憂鬱VI           | De Melancholie van Haruhi Suzumiya VI           | 2 juli 2006   |

Opmerking: A staat voor de anachronistische afleveringsvolgorde (de uitzendvolgorde), C staat voor de chronologische afleveringsvolgorde, D staat voor de afleveringsvolgorde op dvd.
Seizoen 2:
| A  | Japanse titel       | Nederlandse titel                | Uitzenddatum      |
| -- | ------------------- | -------------------------------- | ----------------- |
| 01 | 笹の葉ラプソディ    | Bamboe Blad Rapsodie             | 22 mei 2009       |
| 02 | エンドレスエイト    | Oneindige Acht                   | 19 juni 2009      |
| 03 | エンドレスエイト    | Oneindige Acht                   | 26 juni 2009      |
| 04 | エンドレスエイト    | Oneindige Acht                   | 3 juli 2009       |
| 05 | エンドレスエイト    | Oneindige Acht                   | 10 juli 2009      |
| 06 | エンドレスエイト    | Oneindige Acht                   | 17 juli 2009      |
| 07 | エンドレスエイト    | Oneindige Acht                   | 24 juli 2009      |
| 08 | エンドレスエイト    | Oneindige Acht                   | 31 juli 2009      |
| 09 | エンドレスエイト    | Oneindige Acht                   | 7 augustus 2009   |
| 10 | 涼宮ハルヒの溜息I   | De Zucht van Haruhi Suzumiya I   | 14 augustus 2009  |
| 11 | 涼宮ハルヒの溜息II  | De Zucht van Haruhi Suzumiya II  | 21 augustus 2009  |
| 12 | 涼宮ハルヒの溜息III | De Zucht van Haruhi Suzumiya III | 28 augustus 2009  |
| 13 | 涼宮ハルヒの溜息IV  | De Zucht van Haruhi Suzumiya IV  | 4 september 2009  |
| 14 | 涼宮ハルヒの溜息V   | De Zucht van Haruhi Suzumiya V   | 11 september 2009 |

Opmerking: A staat voor de anachronistische afleveringsvolgorde (de uitzendvolgorde).

### Muziek
Seizoen 1:
Openingsnummers
Koi no Mikuru Densetsu door Yuko Goto (aflevering 1)
Bōken Desho Desho? door Aya Hirano (aflevering 2-9, 11-13)
Sluitingsnummers
Hare Hare Yukai door Aya Hirano, Minori Chihara en Yuko Goto (aflevering 1-13)
Bōken Desho Desho? door Aya Hirano (aflevering 14)
Overige nummers
God knows... door Aya Hirano (aflevering 12)
Lost my music door Aya Hirano (aflevering 12)
Seizoen 2:
Openingsnummers
Super Driver door Aya Hirano (aflevering 2-14)
Sluitingsnummers
Tomare! door Aya Hirano, Minori Chihara, en Yuko Goto (aflevering 2-14)